# 전상근
전상근(1990년 7월 18일 ~ )은 대한민국의 가수이다.

## 학력
- 봉곡초등학교
- 진주중학교
- 진주고등학교
- 서울예술대학교 실용음악학과 학사

## 방송출연
- 《너의 목소리가 보여 시즌 2》 (2016년, Mnet)
- 《수상한 가수》 (2017년, tvN)

## 음반
- 《New Authors Op.4 no.1》 (with 뉴아더스) (2017년)
- 《the Ballad》 (2016년)
- 《돌아와 줘》 (2020년)

### OST
- 《오 마이 금비 OST Part 2》 (2016년)
- 《좋은사람 OST Part 11》 (2016년)
- 《마녀보감 OST Part 2》 (2016년)
- 《비밀의 숲 OST Part 10》 (2017년)
- 《20세기 소년소녀 OST PART 4》 (2017년)